# نانووار آو ستیل
نانووار آو ستیل (ایتالیایی: Nanowar of Steel) گروه کمدی هوی متال واقع در رم ایتالیا است که در سال ۲۰۰۳ بنیان‌گذاری شده‌است. نام این گروه نقیضه‌ای بر نام دو گروه مطرح هوی متال ایتالیا، منووار و راپسودی آو فایر است.